# Thera britannica
Pour les articles homonymes, voir Phalène.
Espèce
Thera britannica, la Phalène anglaise ou Corythée anglaise, est une espèce de lépidoptères (papillons) de la famille des Geometridae.